# Rzęsna
Rzęsna (deutsch Vorbruch, Kr. Belgard) ist ein Dorf in der polnischen Woiwodschaft Westpommern. Es liegt im Powiat Świdwiński und gehört zur Landgemeinde Połczyn-Zdrój (Bad Polzin).

## Geographische Lage
Rzęsna liegt sieben Kilometer südwestlich von Połczyn-Zdrój zwischen den Dörfern Zajączkowo (Alt Sanskow) und Zajączkówko (Neu Sanskow). Es wird von der Mogilica (Muglitz) durchflossen, die hier auf einer Länge von fast zwei Kilometern eine tiefe Schlucht bildet.

## Geschichte
Vorbruch war ursprünglich geteilt: Während Klein Vorbruch ein selbständiger Guts- und Polizeibezirk war, gehörte das Gut Groß Vorbruch einst zum Gemeinde- und Polizeibezirk Jeseritz (heute polnisch: Jezierzyce). Dann wurde Groß Vorbruch als Vorwerk mit Neu Sanskow (Zajączkówko) zu einem Gutsbezirk vereinigt. 
Im Jahre 1867 waren in der Gemeinde 147 Einwohner in 16 Häusern registriert, im Jahre 1939 waren es 119 in 27 Haushaltungen.
Schulort für Vorbruch war Neu Sanskow (Zajączkówko). 
Bis 1945 gehörte das Dorf zum Amtsbezirk Bramstädt (Toporzyk), dessen letzter Amtsvorsteher Georg Klix war. Das Standesamt war in Alt Sanskow (Zajączkowo), wo zuletzt Friedrich Bock und Georg Witt amtierten. Die Polizeiaufgaben wurden von Oberlandjäger Bahr aus Brunow (Bronowo) wahrgenommen.
Vorbruch wurde Anfang März 1945 von der Roten Armee kampflos eingenommen. Die Vertreibung der deutschen Bevölkerung erfolgte bis 1947. Das Dorf kam als Rzęsna zu Polen und gehört heute zur Landgemeinde Połczyn-Zdrój (Bad Polzin).

## Kirche
Vorbruch gehörte bis 1945 zur Kirchengemeinde Zuchen (heute: Sucha-Borkowo) innerhalb des Kirchspiels Ziezeneff (Cieszeniewo). So war der Ort in den Kirchenkreis Schivelbein (Świdwin) der Kirchenprovinz Pommern in der Evangelischen Kirche der Altpreußischen Union
eingegliedert. Letzter deutscher Pfarrer war Paul Blank.
Heute gehört die Ortschaft Rzęsna zur Kirchengemeinde (Parafia) Koszalin (Köslin) in der Diözese Pommern-Großpolen in der Evangelisch-Augsburgischen Kirche in Polen.